# پریگورودنویه (شهرستان علم‌الدین)
پریگورودنویه (به لاتین: Prigorodnoye) یک منطقهٔ مسکونی در قرقیزستان است که در شهرستان علم‌الدین واقع شده‌است. پریگورودنویه ۷٬۴۰۶ نفر جمعیت دارد.